# 胡霖

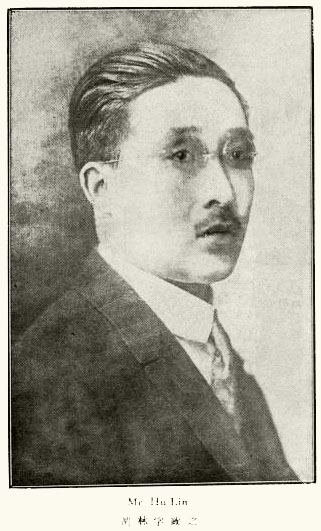

胡霖（1889年—1949年4月14日），字政之，笔名冷观。四川成都人。民国著名记者，报人，新记《大公报》创办人之一。大公报也正是在胡政之和张季鸾以及吴鼎昌主持下，成为中华民国大陆统治时期，尤其抗日战争时期最重要的民间舆论重镇。胡政之在新闻史上既是大公报的代表人物之一，也成为了一个时代报刊的象征性人物。

## 生平
1889年出生官宦家庭，1906年，胡政之父亲因病死于五河县知县任上时，17岁的胡政之不得中途辍学，离开安庆省立高等学堂而扶柩回四川。1907年自费赴日留学，入东京帝国大学研习法律。1911年归国，一度曾开办过律师事务所。
1912年应聘出任上海《大共和报》日文翻译，后继任编辑、主笔，编发专电，兼写社论。
1915年被派驻北京，以消息快捷受到业内注意。1916年安福系王郅隆接办大公报後聘为经理兼总编，开始对《大公报》进行改革，将原有记者开除，同时聘请林白水、梁鸿志、王峨孙等为特约访员，每天以电话向天津发消息，或以快邮寄稿，新闻因此大有改观。同时对版面进行了改革，抛弃旧式书册，改用西式通栏，版面设计都不断提高。在此后一系列事件，如张勋复辟、马场誓师和新文化运动中都发表过不少有分量的报道和文章。同时也密切注意国际动向，1918年作为大公报记者前住欧洲采访巴黎和会，也是与会的唯一中国记者。1920年7月回国后不久辞职，后在上海组织国闻通讯社。
1926年9月吴鼎昌、张季鸾、胡政之合组新记公司，接办《大公报》。
1945年4月，联合国成立大会在美国旧金山举行，他以中国新闻界代表和国民参政会参政员之身份，作为中国代表团成员参会，并在《联合国宪章》上签字。
1948年胡政之亲自主持《大公报》香港版复刊。4月，胡政之突然病发，离开香港飞回上海就医。辗转病榻一年後，1949年4月14日凌晨三時五十五分在上海寓所病逝去世。

## 家庭
- 胡政之兄弟三人，他排行老二。三弟胡选之
- 妻子：顾俊琦（胡的续弦，抗战初期成婚，顾维钧的内侄女。1951年春只身出走香港，后前往美国）
- 胡政之共有五女三子，除德生在美国，其他子女都留在国内：长子胡濟生、次子胡冬生、胡燕（前妻之女）、胡兰、胡德生（顾氏所生）

## 评价及影响
胡政之被认为是一位多才多能的报业工作者。是一位优秀的记者，同时也是一位杰出的时事评论员。通常认为，开创新记《大公报》三巨头中只有张季鸾以文章名世，但如果没有胡政之的经营管理、吴鼎昌的资本，《大公报》的成功也是无法想象的。三个人中，胡政之主持《大公报》的时间最长，从1926年到1949年，如果再加上1916到1919年，先后达27年之久。对胡的贡献常用管理来加以概括。在胡的经营下，津版大公报从三人复刊时职工不过70人，月支出不满6000元，发行量仅2000多份的惨淡局面，快速成长并扩张，到1936年上海版创刊，职工已达700人，月支出10万元，全国分销机构1300多处，发行量超过10万份，一跃成为具有全国影响的大报。胡政之不仅精于经营，还善于管理。对人才录用，任人唯贤，亲自制定《大公报社职工任用及考核规则》，其中包括6项考核标准、3项奖惩办法。职工福利也有规定，职工享受恤养金、子女教育补助、医药补助、婚丧补助等。此外，还有“年终奖金惯例”等一整套完善的人事制度。这些制度始终得到贯彻执行。但近些年学界也开始对其早期独自经营大公报时期的作用开始重新审视。胡政之的去世，也被视为中国最好报纸的谢幕，成为大公报命运的一个象征性事件。
胡政之一生，有两件事最为后人争议（尤其是中共方面），一是他为了《大公报》的发展，曾经向国民政府申请过20万美元的公价外汇，这被许多人指为是受国民党的津贴；二是在国共和谈将破裂的时候，蒋中正要召开制憲國民大會，制定宪法，胡政之以「社会贤达代表」身份，参加了会议。然而相關爭議或批評，进入21世纪后，在中國大陸史学界和新闻界又有了新的诠释和评价。

## 著作
- 王瑾、胡玫：《胡政之文集》，天津人民出版社，2007年4月，ISBN 9787201054049。